# 나드니프랸시치나

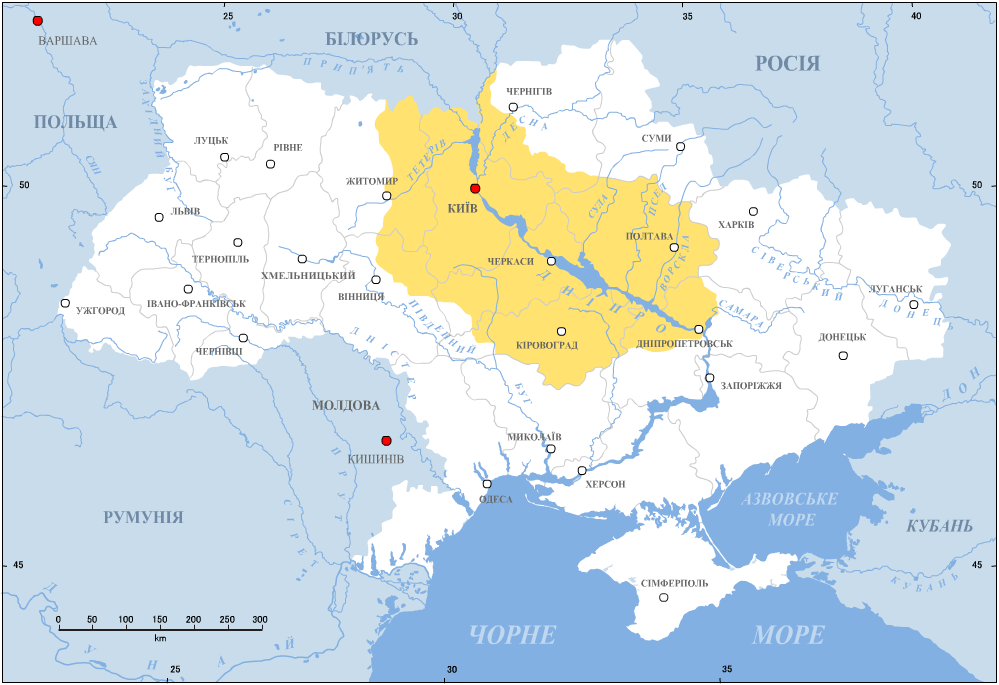
17~18세기

나드니프랸시치나(우크라이나어: Наддніпрянщина→드니프르강 상류)는 러시아 제국의 영토였던 크림반도(1954년 러시아 소비에트 연방 사회주의 공화국의 영토에서 우크라이나 소비에트 사회주의 공화국의 영토가 됨)와 오스트리아 제국의 영토였다가 소련의 영토가 된 갈리치아를 제외한 현 우크라이나 영토를 지배했던 러시아 제국령 우크라이나(소러시아)의 지역이었다. 우크라이나인들은 대우크라이나(우크라이나어: Велика Україна 벨리카 우크라이나[*])라고 부르며, 우크라이나의 역사적 중심지, 본토에 해당한다.